# Mauritz Dahlberg

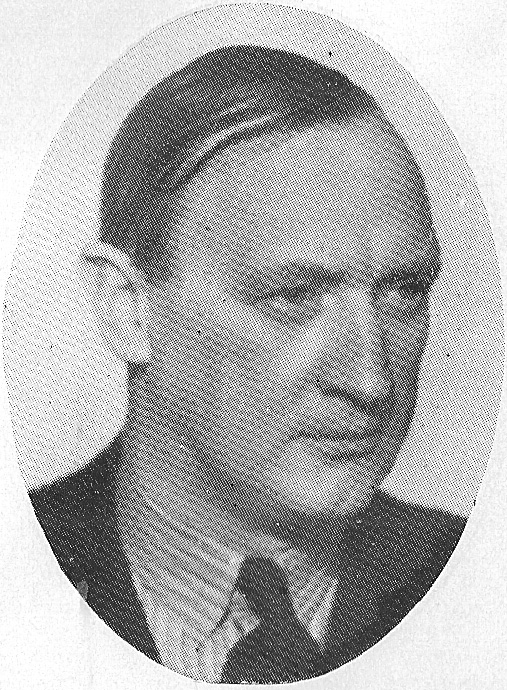
Mauritz Dahlberg

Mauritz Magnus Dahlberg, född 4 mars 1892 i Stockholm, död där 12 september 1964, var en svensk arkitekt.

## Biografi

Mauritz Dahlbergs namnteckning på ritningen till Sjöråen 25

Dahlberg utexaminerades från Byggnadsyrkesskolan Bysan vid Tekniska skolan i Stockholm 1918 och fortsatte studierna vid Kungliga tekniska högskolan 1922–1926. Åren 1917–1928 tjänstgjorde han som ritare och senare biträdande arkitekt vid Statens Järnvägars arkitektkontor, där han bland annat deltog i bangårdsombyggnader i Stockholm och Malmö.  Från 1927 drev han egen verksamhet i Stockholm. Bland produktionen märks såväl hyreshus som industrifastigheter.
Han var son till boktryckarföreståndaren Gustav Dahlberg och Alma Lindeström. Han var sedan 1923 gift med Anna Elisabeth Sterner och var far till Hans Dahlberg.

## Verk i urval
- Tryckeribyggnad, Luntmakargatan 39-45 för Bonnierhuset[förtydliga], fasadutformning av Rolf Bolin, Stockholm 1927-1929.[3]
- Grosshandlaren John Josephsons hus, Sveavägen 63, Stockholm 1929.
- AB Malmö Strumpfabrik, 1929 [4]
- Påhlmans handelsinstitut, Sveavägen 82-88, Stockholm 1930.
- Stockholms Droskägarförenings hus, Rådmansgatan 50 - Luntmakargatan 60-64, Stockholm 1931-1932.
- Hyreshus, Gambrinusgatan 5, Stockholm 1931-1932.
- Birger Jarlsgatan 18, Stockholm, ombyggnad, samt nybyggnad Grev Turegatan 3-5 för Ostermans marmorhallar 1938-1939, tillsammans med Harry Egler.
- Ljungmans verkstäder, Malmö, 1938
- Lindvallsgatan 12 - Bergsunds Strand 15, Stockholm 1939-1942, tillsammans med Harry Egler.
- Stora Nygatan 39, Stockholm 1948.

## Bilder

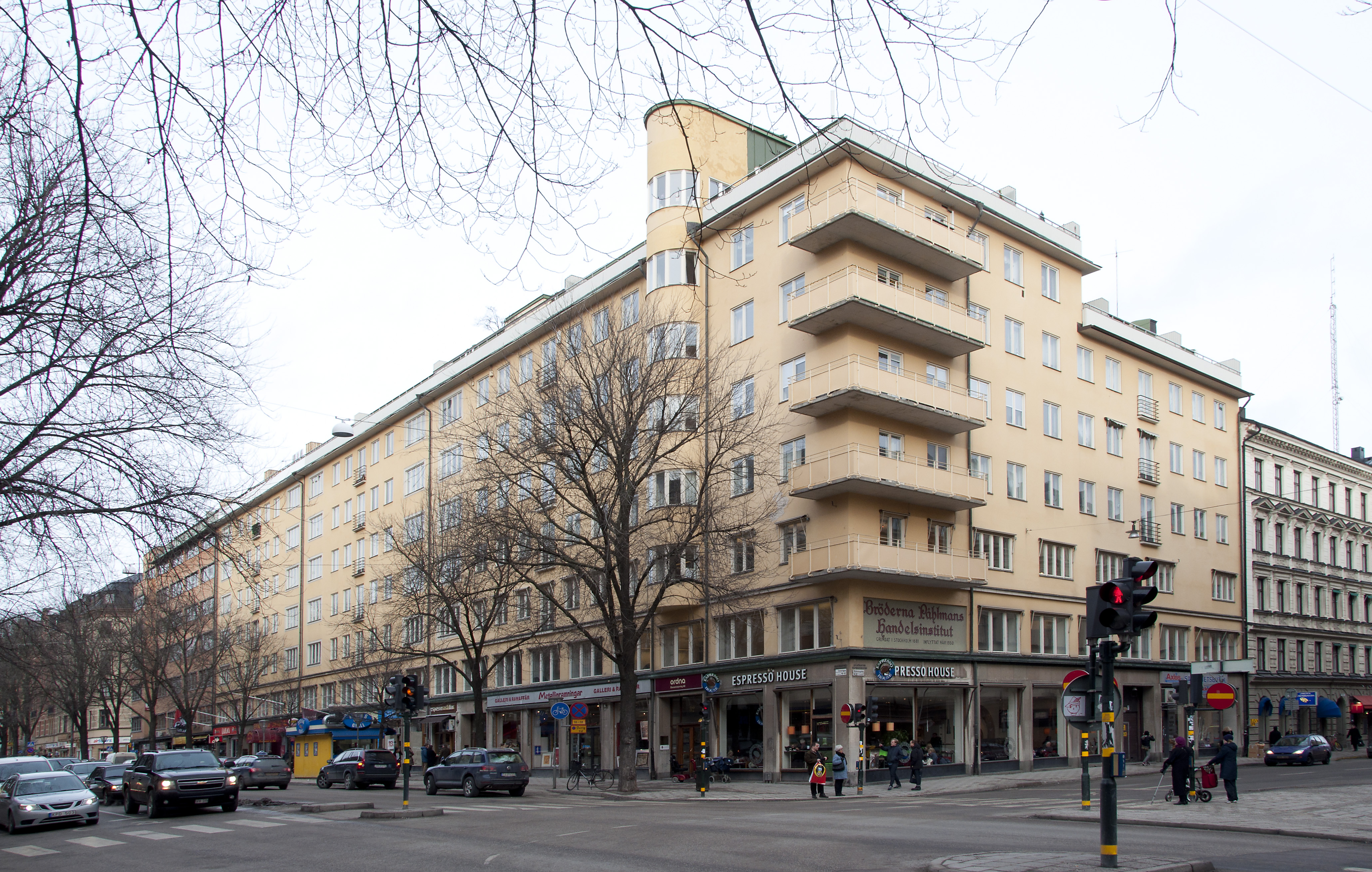
Pålmans handelsinstitut
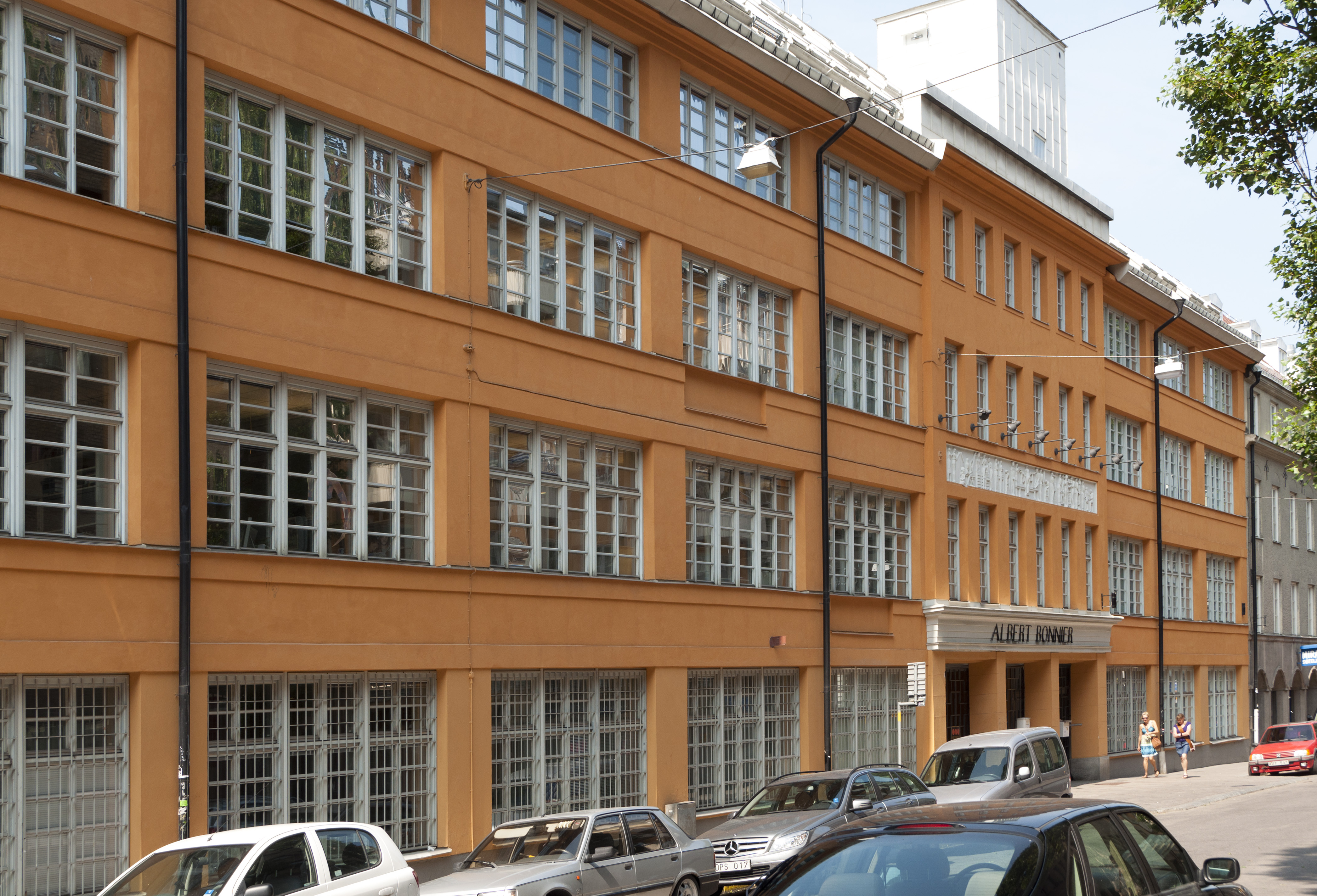
Tryckeribyggnad för Bonniers
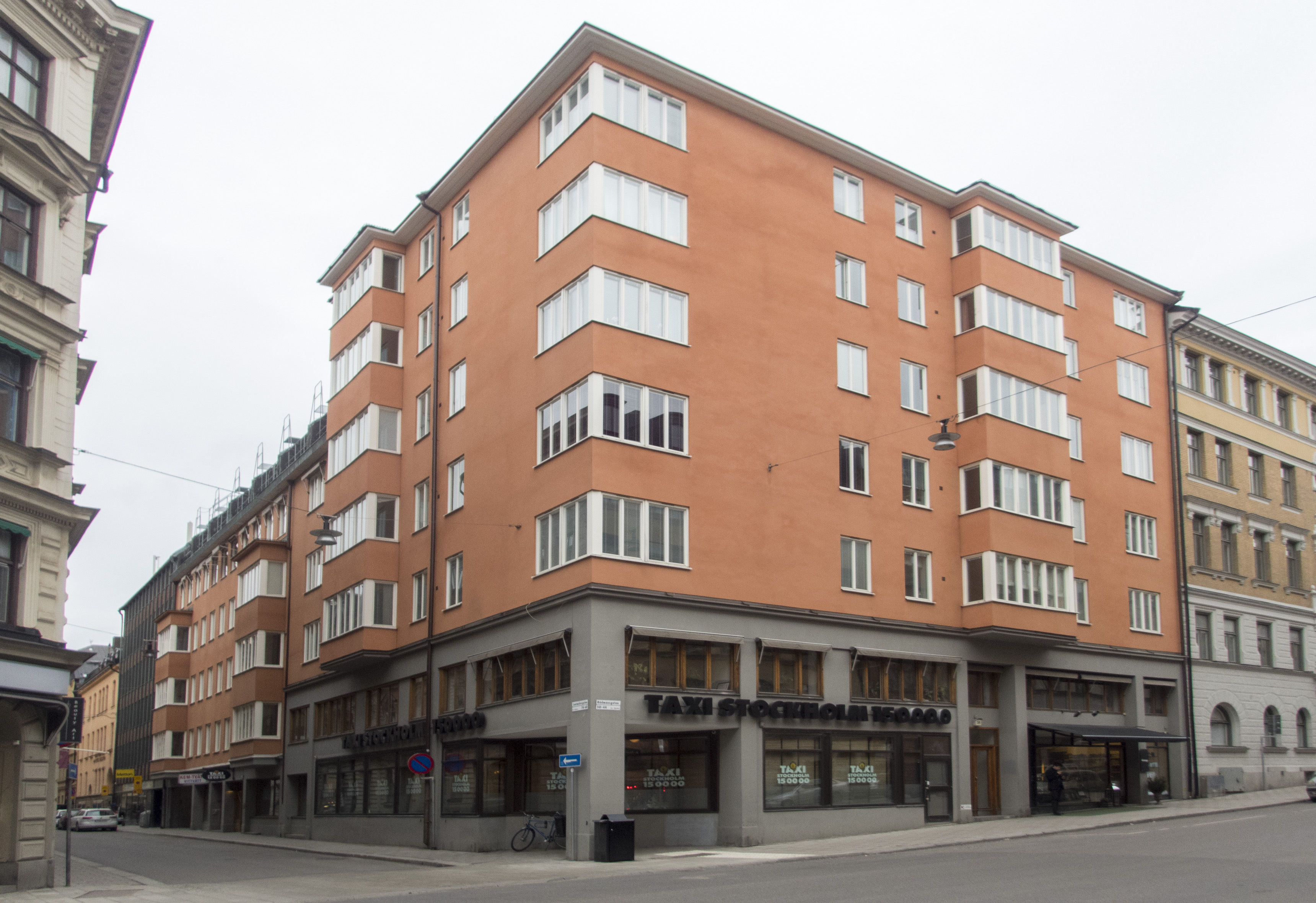
Rådmansgatan 50
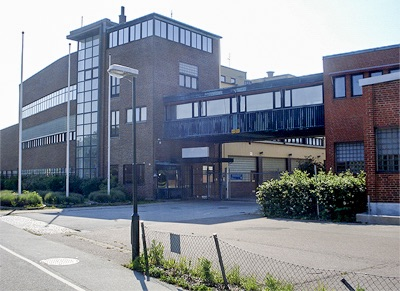
Ljungmans verkstäder
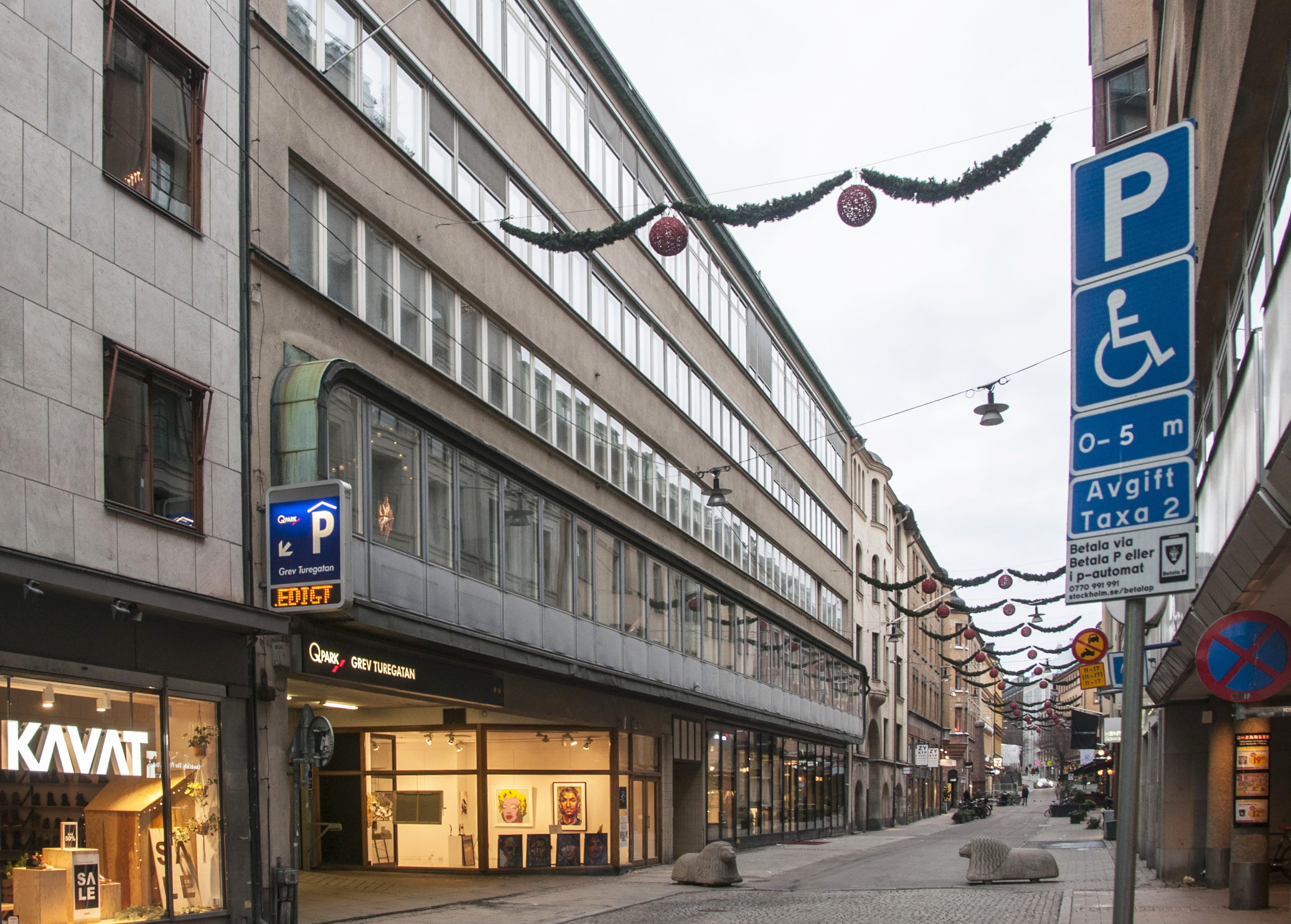
Ostermans marmorhallar